# Pinstripe Bowl 2018
Match précédent Match suivant
Le Pinstripe Bowl 2018 est un match de football américain de niveau universitaire joué après la saison régulière de 2018, le 27 décembre 2018 au Yankee Stadium dans le Bronx de l'État de New York aux États-Unis.
Il s'agit de la 9e édition du Pinstripe Bowl.
Le match met en présence l'équipe des Hurricanes de Miami issue de l'Atlantic Coast Conference et l'équipe des Badgers du Wisconsin issue de la Big Ten Conference.
Il débute à 17 h 20, heure locale et est retransmis à la télévision par ESPN.
Sponsorisé par la société New Era Cap Company, le match est officiellement dénommé le New Era Pinstripe Bowl 2018.
Wisconsin gagne le match sur le score de 35 à 3.

## Présentation du match
| Équipes                                                                                       | Conférences | Entraîneurs      | Stats. saison rég. | Classements avant le bowl CFP-AP-Coaches |
| --------------------------------------------------------------------------------------------- | ----------- | ---------------- | ------------------ | ---------------------------------------- |
| Hurricanes de Miami                                                                           | ACC         | Mark Richt       | 7-5                | NC                                       |
| Badgers du Wisconsin                                                                          | B10         | Paul Chryst (en) | 7-5                | NC                                       |
| Arbitre : Ken Williamson (SEC) Équipe donnée favorite par les bookmakers : Miami par 4 points |             |                  |                    |                                          |

Il s'agit de la 6e première rencontre entre ces deux équipes, Wisconsin menant les statistiques avec trois victoires pour deux défaites.
| Saison | Date         | À domicile | Score   | En déplacement | Compétition                  |
| ------ | ------------ | ---------- | ------- | -------------- | ---------------------------- |
| 2017   | 30 décembre  | Wisconsin  | 34 - 24 | Miami          | Capital One Orange Bowl 2017 |
| 2009   | 29 décembre  | Miami      | 14 - 20 | Wisconsin      | Champs Sports Bowl 2009      |
| 1989   | 09 septembre | Miami      | 51 - 03 | Wisconsin      | Saison régulière             |
| 1988   | 24 septembre | Wisconsin  | 30 - 23 | Miami          | Saison régulière             |
| 1958   | 26 septembre | Wisconsin  | 20 - 0  | Miami          | Saison régulière             |

### Hurricanes de Miami
Avec un bilan global en saison régulière de 7 victoires et 5 défaites (4-4 en matchs de conférence), Miami est éligible et accepte l'invitation pour participer au Pinstripe Bowl de 2018.
Ils terminent 3e de la Coastal Division de l'Atlantic Coast Conference derrière Pittsburgh et Georgia Tech.
À l'issue de la saison 2018, ils n'apparaissent pas dans les classements CFP, AP et Coaches.
Il s'agit de leur première apparition au Pinstripe Bowl.
| Poste       | Joueur       | Statistiques                                                    |
| ----------- | ------------ | --------------------------------------------------------------- |
| Quarterback | N’Kosi Perry | 96/186 passes réussies pour 1089 yards, 13 TDs, 5 interceptions |
| Coureur     | Travis Homer | 154 courses pour 696 yards nets gagnés et 4 TDs                 |
| Receveur    | Jeff Thomas  | 35 réceptions pour 563 yards et 3 TDs                           |

### Badgers du Wisconsin
Avec un bilan global en saison régulière de 8 victoires et 4 défaites (5-4 en matchs de conférence), Wisconsin est éligible et accepte l'invitation pour participer au Pinstripe Bowl de 2018.
Ils terminent 2e de la West Division de la Big Ten Conference derrière Northwestern.
À l'issue de la saison 2018, ils n'apparaissent pas dans les classements CFP, AP et Coaches.
Il s'agit de leur première apparition au Pinstripe Bowl.
| Poste       | Joueur          | Statistiques                                                      |
| ----------- | --------------- | ----------------------------------------------------------------- |
| Quarterback | Alex Hornibrook | 122/205 passes réussies pour 1532 yards, 13 TDs, 11 interceptions |
| Coureur     | Jonathan Taylor | 280 courses pour 1989 yards nets gagnés et 15 TDs                 |
| Receveur    | A.J. Taylor     | 30 réceptions pour 508 yards et 3 TDs                             |

## Résumé du match
Résumé et photo sur la page du site francophone The Blue Pennant.
Début du match à 17 h 20, fin à  20 h 10 pour une durée totale de jeu de 2 h 50 min. Températures de 5 °C, vent d'est de 14 km/h , ciel clair.
| QT          | Temps       | Drive       | Drive       | Drive       | Équipe      | Description de l'action | Score | Score |
| QT          | Temps       | Jeux        | Yards       | TDP         | Équipe      | Description de l'action | MIAM  | WISC  |
| ----------- | ----------- | ----------- | ----------- | ----------- | ----------- | --- | ----- | ----- |
| 1           | 11:56       | 6           | 65          | 03:04       | WISC        | TD de 35 yards par WR Kendric Pryor à la suite d'une réception de passe de QB Jack Coan + 1 point de conversion par K Rafael Gaglianone | 0     | 7     |
| 1           | 11:30       | 1           | 7           | 00:07       | WISC        | TD à la suite d'une course de 7 yards par RB Jonathan Taylor + 1 point de conversion par K Rafael Gaglianone                            | 0     | 14    |
| 1           | 01:15       | 6           | 76          | 02:23       | MIAM        | FG de 33 yards par K Bubba Baxa | 3     | 14    |
| 3           | 03:36       | 4           | 59          | 01:42       | WISC        | TD de 2 yards à la suite d'une course de FB Alec Ingold + 1 point de conversion par K Rafael Gaglianone                                 | 3     | 21    |
| 4           | 09:59       | 5           | 34          | 02:18       | WISC        | TD de 7 yards à la suite d'une course de QB Jack Coan + 1 point de conversion par K Rafael Gaglianone                                   | 3     | 28    |
| 4           | 00:08       | 10          | 53          | 07:12       | WISC        | TD à la suite d'une course de 1 yard de RB Taiwan Deal + 1 point de conversion par K Rafael Gaglianone                                  | 3     | 35    |
| Score final | Score final | Score final | Score final | Score final | Score final | Score final | 3     | 35    |

## Statistiques
| Nom             | Équipe    | Poste |
| --------------- | --------- | ----- |
| Jonathan Taylor | Wisconsin | RB    |

| Statistiques                           | MIAM                                                  | WISC                                                  |
| -------------------------------------- | ----------------------------------------------------- | ----------------------------------------------------- |
| 1er down                               | 6                                                     | 20                                                    |
| 1er down à la course                   | 3                                                     | 17                                                    |
| 1er down à la passe                    | 3                                                     | 3                                                     |
| 1er down suite pénalité                | 0                                                     | 0                                                     |
| Conversion de 3e down                  | 3/11                                                  | 6/13                                                  |
| Conversion de 4e down                  | 0/0                                                   | 0/0                                                   |
| Jeux–yards                             | 40 jeux pour 169 yards                                | 69 jeux pour 406 yards                                |
| Yards à la course                      | 23 courses pour 121 yards moyenne de 5,3 yards/course | 58 courses pour 333 yards moyenne de 5,7 yards/course |
| Yards à la passe                       | 48                                                    | 73                                                    |
| Passes : Réussies-Tentées-Interceptées | 6/17 passes complétées, 4 interceptions               | 6/11 passes complétées, 1 interception                |
| Réussite en zone rouge/chances         | 1/1                                                   | 4/6                                                   |
| TD                                     | 0                                                     | 5                                                     |
| Field Goals                            | 1/1                                                   | 0/2                                                   |
| Sacks (Nombre-Yards)                   | 3 pour 9 yards adverses perdus                        | 1 pour 8 yards adverses perdus                        |
| Fumbles (Nombre/Perdus)                | 2/1                                                   | 1/0                                                   |
| Pénalités (Nombre/Yards perdus)        | 1 pour 5 yards perdus                                 | 1 pour 15 yards perdus                                |
| Temps de possession                    | 20:13                                                 | 39:47                                                 |

| Quarterbacks        |                 |                                                                          |
| MIAM                | Malik Rosier    | 5/12 passes complétées, 46 yards, 3 interceptions, 0 TD, 0 sack subi     |
| WISC                | Jack Coan       | 6/11 passes complétées, 73 yards, 1 interception, 1 TD, 3 sack subi      |
| Meilleurs coureurs  |                 |                                                                          |
| MIAM                | Malik Rosier    | 3 courses pour 90 yards nets gagnés, 0 TD, moyenne de 30 yards/course    |
| WISC                | Jonathan Taylor | 27 courses pour 205 yards nets gagnés, 1 TD, moyenne de 7,6 yards/course |
| Meilleurs receveurs |                 |                                                                          |
| MIAM                | Lawrence Cager  | 1 réception pour 22 yards gagnés, 0 TD                                   |
| WISC                | Kendric Pryor   | 1 réception pour 35 yards gagnés, 1 TD                                   |
| Meilleurs tacleurs  |                 |                                                                          |
| MIAM                | Jaquan Johnson  | 13 tacles dont 8 en solo, 1 interception                                 |
| WISC                | T.J. Edwards    | 9 tacles dont 5 en solo, 1 TFL, 1 interception                           |